# Eulophiella galbana
Eulophiella galbana är en orkidéart som först beskrevs av Henry Nicholas Ridley, och fick sitt nu gällande namn av Jean Marie Bosser och Philippe Morat. Eulophiella galbana ingår i släktet Eulophiella och familjen orkidéer. Inga underarter finns listade i Catalogue of Life.